# 부정 도입
부정 도입(영어: negation introduction)이란, 명제 논리 분야에서의 추론 규칙 (혹은 변환 규칙) 중 하나이다.
부정 도입이 의미하는 바는, 만약 전건이 후건과 후건의 부정(complement)을 동시에 함축하면, 그 전건은 모순이라는 것이다.

## 형식적 표기
부정 도입은 다음과 같이 기술될 수 있다: {\displaystyle (P\rightarrow Q)\land (P\rightarrow \neg Q)\rightarrow \neg P}.
부정 도입을 사용하는 예시로는, 하나의 사실으로부터 두 개의 모순되는 명제를 증명하려고 하는 것을 생각해볼 수 있다. 예를 들어, 만약 어떤 사람이 "전화벨이 울리는 걸 들을 때마다 나는 행복하다"고 주장할 뿐만 아니라, "전화벨이 울리는 걸 들을 때마다 나는 행복하지 않다"고도 주장한다면, 이상으로부터 이 사람은 전화벨이 울리는 것을 절대 듣지 않음을 추론할 수 있다.
귀류법을 사용하는 많은 증명들이 부정 도입을 추론의 절차로써 사용한다. 즉, ¬P를 증명하기 위해서, 모순인 P를 가정한 뒤, P로부터 두 개의 모순되는 추론인 Q와 ¬Q를 유도하는 것이다. 이 모순은 P를 불가능하게 만드므로, ¬P가 반드시 성립한다.

## 증명
| 단계 | 명제                                                    | 유도                   |
| ---- | ------------------------------------------------------- | ---------------------- |
| 1    | {\displaystyle (P\to Q)\land (P\to \neg Q)}             | 주어진 식              |
| 2    | {\displaystyle (\neg P\lor Q)\land (\neg P\lor \neg Q)} | 단순함언               |
| 3    | {\displaystyle \neg P\lor (Q\land \neg Q)}              | 분배법칙               |
| 4    | {\displaystyle \neg P\lor F}                            | 비모순율               |
| 5    | {\displaystyle \neg P}                                  | 선언적 삼단 논법 (3,4) |

## 같이 보기
- Reductio ad absurdum